# NGC 4068
NGC 4068 é uma galáxia irregular (Im) localizada na direcção da constelação de Ursa Major. Possui uma declinação de +52° 35' 26" e uma ascensão recta de 12 horas, 04 minutos e 02,3 segundos.
A galáxia NGC 4068 foi descoberta em 12 de Abril de 1789 por William Herschel.